# Distretto di Fuling
Il distretto di Fuling (cinese semplificato: 涪陵区; cinese tradizionale: 涪陵區; mandarino pinyin: Fúlíng Qū) è un distretto di Chongqing. Ha una superficie di 2.946 km² e una popolazione di 1.066.700 abitanti al 2010.
In Occidente Fuling è nota soprattutto per la descrizione fattane da Peter Hessler nel suo libro River Town: Two Years on the Yangtze (2001), scritto e pubblicato dopo una permanenza di due anni a Fuling come insegnante volontario Peace Corps. Fuling è anche nota per via della scogliera della Gru bianca, una cresta rocciosa affiorante dall'acqua contenente incisioni e informazioni meteorologiche molto antiche, risalenti a 1200 anni fa. La scogliera è oggi completamente sommersa dall'acqua a causa della costruzione della diga delle Tre gole ed è stato costruito un museo sottomarino a Fuling per poterla visitare.